# 世界の地図
「世界の地図」（せかいのちず）は、2020年6月・7月に、NHKの音楽番組『みんなのうた』で放送された楽曲。作詞：TOSHI-LOW、作曲・編曲・歌：OAU。

## 概要
2021年6月10日に配信リリースされた。楽曲はOAUがみんなのうたのために書き下ろしたものである。